# D'une vie à l'autre (téléfilm, 2001)
Pour les articles homonymes, voir D'une vie à l'autre.
Pour plus de détails, voir Fiche technique et Distribution.
D'une vie à l'autre (She's No Angel) est un téléfilm indépendant américain réalisé par Rachel Feldman et diffusé en 2001 à la télévision.

## Synopsis
Liddy Carly est barmaid dans un bar miteux. Un jour, elle remet en place le frère du patron qui a eu un geste déplacé. Après le service, alors que les clients sont partis, ce dernier qui s'est senti humilié viole Liddy par vengeance. Elle se débat, et avec un objet contondant tue mortellement son agresseur. Le patron du bar veut intervenir, mais Liddy le blesse au cou et prend la fuite.
Elle se fait prendre en stop par un couple qui vient de se marier en cachette, Catherine et Sean Shawnessy. Par jeu, Catherine lui fait essayer sa bague de mariage, et c'est à ce moment que la voiture a un grave accident dont seule Liddy réchappe par miracle, les deux autres corps étant non identifiables. Le fait qu'elle ait conservé la bague au doigt fait croire aux parents de Sean que Liddy est Catherine. 
Liddy jouera le rôle de Catherine un peu à contre-cœur. Mais un jour, Jed Benton, le patron du bar, retrouve sa trace et la fait chanter, l'obligeant à voler. Ne pouvant plus supporter cette situation, Liddy s'enfuit en laissant une lettre aux Shawnessy qui explique la vérité. Mais sur ces entrefaites, Benton arrive, le bruit réveille Maureen Shawnessy qui découvre la lettre, une bagarre éclate entre Jackie, le soupirant de Liddy et Benton, Jacky blessé par Benton peut néanmoins faire sortir Liddy de la voiture dans laquelle Benton l'a fait monter de force. Maureeen Shawnessy tire sur le véhicule, tuant Benton sur le coup. Les Shawnessy déclarent alors qu'ils acceptent Liddy dans leur famille, quel que soit son passé.

## Fiche technique
- Scénario : Rachel Feldman d'après le roman J'ai épousé une ombre (I Married a Dead Man) de Cornell Woolrich, nom de naissance de l'écrivain William Irish,  qui a également inspiré, entre autres, le film français J'ai épousé une ombre,  réalisé par Robin Davis  en 1983, avec Nathalie Baye, Francis Huster et Richard Bohringer.
- Production : Pierre David, David DeCrane, Rick Eyler, Anita Gershman, Larry Gershman, Tracey Gold, Ken Sanders, Chris H. Ullrich, Noël A. Zanitsch
- Musique : Richard Bowers, Steve Pierson
- Photographie : Steve Adcock

## Distribution
- Tracey Gold : Liddy Carlyle
- Kevin Dobson : Donald Shawnessy
- Dee Wallace : Maureen Shawnessy
- Cameron Bancroft : Jed Benton
- Jeffrey Meek : Jackie Furst
- Terry Hoyos : Blanca
- Michelle Jones : Catherine Shawnessy
- Nathan Anderson : Sean Shawnessy